# Frinztalmühle

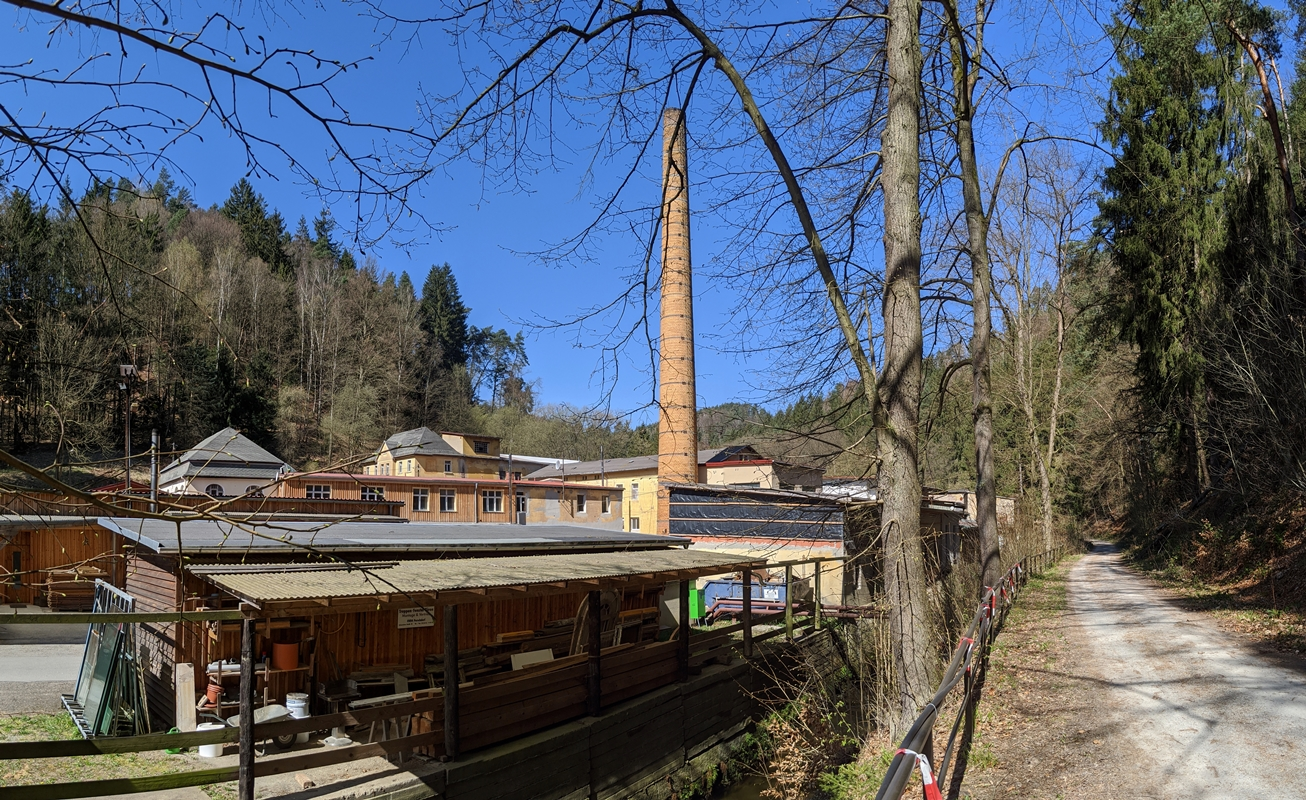
Frinztalmühle (2020)

Die Frinztalmühle (ehemals auch Frinzthalmühle) war eine Wassermühle an der Polenz bei Porschdorf in der Sächsischen Schweiz.

## Geschichte

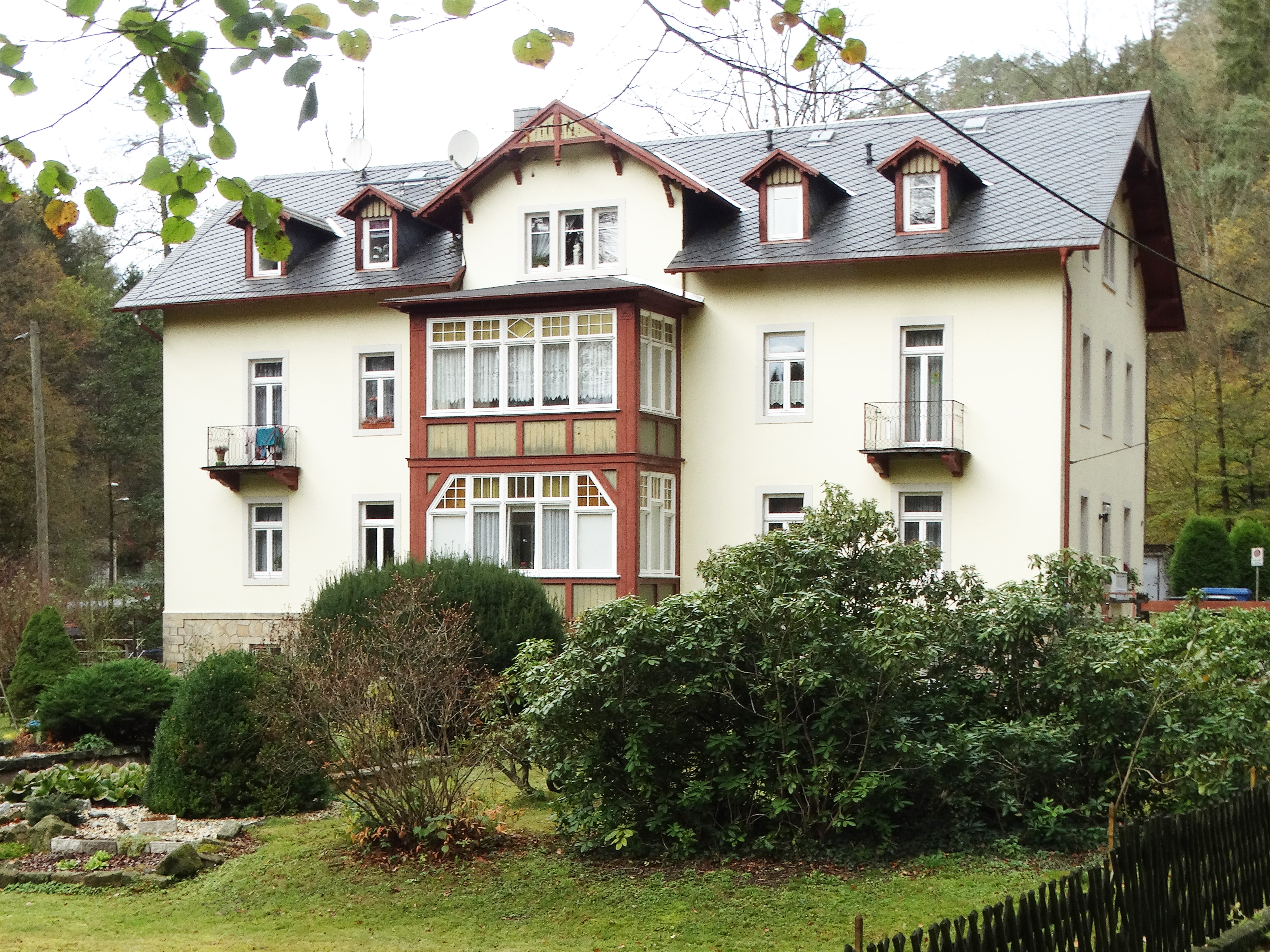
Ehemaliges Gasthofsgebäude der Frinztalmühle

Schon 1564 gestattete Kurfürst August den Einwohnern von Waltersdorf den Bau einer Wassermühle im etwa 2 Kilometer westlich gelegenen Polenztal. Der Standort befand sich unterhalb des Frinzberges, wovon sich die heutige Bezeichnung Frinztalmühle ableitet. Allerdings kam es nicht zum Bau der Mühle, da sowohl der Schösser der Burg Hohnstein, der Amtsfischer im Amt Hohnstein und die Grundherren von Prossen durch den Mühlenbetrieb Beeinträchtigungen für die Fischerei, den Wildbestand der umliegenden Wälder sowie den Betrieb der unterhalb des geplanten Mühlenstandortes gelegenen Porschdorfer Mühle befürchteten und gegen den Bau intervenierten.
Erst 1866 errichtete Heinrich Mitzscherling die Frinztalmühle als Brettmühle. Im Zuge der touristischen Erschließung der Sächsischen Schweiz ergänzte Mitzscherling den Mühlenbetrieb schon 1867 um einen kleineren Gasthausbetrieb, der ab 1888 die volle Gasthofsgerechtigkeit erhielt. Als Gasthaus diente das Beamtenwohnhaus (Hohnsteiner Straße 54b), das vor dem eigentlichen Mühlengelände lag und noch heute als Wohnhaus besteht.
Mitzscherlings Mühle musste 1889 zwangsversteigert werden, da im Umfeld zu viele Konkurrenzbetriebe arbeiteten und ein wirtschaftlicher Betrieb auf Dauer nicht möglich war. 1890 wurde das Areal von der Firma Hille & Müller Kaltwalzwerk und Galvanik aus dem nordböhmischen Großschönau übernommen, die auch in der Frinztalmühle die Produktion veredelter Metallbänder etablierte. Dafür wurde das Mühlengrundstück mit neuen Fabrikgebäuden überbaut.
1920 endete der Gaststättenbetrieb. Das Gasthausgebäude wurde zu einem Wohnhaus umgebaut, in das Beschäftigte der benachbarten Bandzackenfabrik einzogen. Die Produktion wurde 1972 in Volkseigentum überführt und 1991 infolge der wirtschaftlichen Veränderungen nach der Deutschen Wiedervereinigung eingestellt. Das Gelände der Frinztalmühle wird heute von verschiedenen kleinen Firmen gewerblich genutzt. Das ehemalige Gasthausgebäude steht unter Denkmalschutz.